# Woodipora holostoma
Espèce
Woodipora holostoma est une espèce fossile de bryozoaires de la famille des Onychocellidae. 

## Description et caractéristiques
Basionyme : Flustra holostoma Wood, 1844 paramètre de Bioref « uBio » non reconnu 